# Franck Pélissier
Franck Pélissier est un écrivain et journaliste français né le 26 mai 1969 à Toulouse.
Son premier roman, Nationale 75 a été publié en 2003 par les éditions du Bastberg et récompensé l'année suivante (en 2004) par une sélection au Festival du Premier Roman de Chambéry.
Son deuxième roman, Deux cafés sans sucre, est sorti en 2007 aux éditions Chloé des Lys.
Il exerce par ailleurs la fonction de rédacteur en chef au sein de la radio Autoroute INFO.